# بویانوو (استان پودکارپاتسکیه)
بویانوو (به لهستانی:  Bojanów) یک روستا در لهستان است که در گمینا بویانوو واقع شده‌است. بویانوو ۱٬۲۰۰ نفر جمعیت دارد.